# زلزال سولاوسي 2008
زلزال سولاوسي 2008 هو زلزالٌ وقعَ في سولاوسي في إندونيسيا بتاريخ 16 نوفمبر 2008.